# Дерев'яні чоловічки
«Дерев'яні чоловічки» (рос. Деревянные человечки) —  радянський ляльковий фільм 1990 року Творчого об'єднання художньої мультиплікації студії Київнаукфільм, режисер — Леонід Зарубін. Екранізація казки Анатолія Дімарова.

## Сюжет
За мотивами казки Анатолія Дімарова. В лісі, де майже ніколи не з'являлись люди, жило плем'я дерев'яних чоловічків. Вони нічого не робили, бо їм не треба було ні їсти, ні пити, ні одягатися. Тому вони були здивовані, коли в їхньому володінні з'явилася невелика дівчинка. Вони б, може, й не помітили її, але дівчинка весь час когось гукала, а потім сіла під сосною і заплакала. Чоловічки відразу ж збіглися до неї, причаївшись за корінням дерев, почали її роздивлятися…

## Над фільмом працювали
- Автори сценарію: Володимир Капустян, Леонід Зарубін;
- Текст пісні: Олександра Вратарьова;
- Режисер: Леонід Зарубін;
- Художник-постановник: Сергій Міндлін;
- Композитор: Олександр Осадчий;
- Кінооператор: Петро Ракітін;
- Звукооператор: Ігор Погон;
- Мультиплікатори: Жан Таран, Анатолій Трифонов, Елеонора Лисицька;
- Ляльки та декорації: Анатолій Радченко, Вадим Гахун, В. Яковенко, І. Кірєєв, А. Шевчук;
- Асистенти: Г. Свєчніков (у титрах Г. Свечніков), Олександр Ніколаєнко (у титрах О. Николаєнко), А. Ісаєв;
- Монтаж: Лідія Мокроусова;
- Редактор: Євген Назаренко;
- Директор знімальної групи: М. Гладкова.

## Дитяча освіта
Мультфільм «Дерев'яні чоловічки», активно використовується в освітньому процесі для дітей 2-3 класу, як наглядна ілюстрація казки Анатолія Дімарова «Для чого людині серце» з метою виховувати прагнення творити добро у дітей.